# 国民勤労動員令
国民勤労動員令（こくみんきんろうどういんれい、旧字体：國民勤󠄁勞動員令、昭和20年3月6日勅令第94号）は1945年（昭和20年）3月6日に公布・施行された日本の勅令。同時期に閣議決定された国民義勇隊の編成を目的とした。

## 概要
本勅令は、大東亜戦争（太平洋戦争・第二次世界大戦）の戦局悪化に伴い、国家総動員法に付随して制定された労務関係の勅令5本（国民徴用令、労務調整令、学校卒業者使用制限令、国民勤労報国協力令、女子挺身勤労令）を一本化したものである。
本土決戦（陸軍省コードネーム決号作戦）に備えた「国民皆働」「総員勤労配置」の実現を目標とし、文科系の大学および高等専門学校の閉鎖を実施、病人も動員の対象とした。

## 廃止
大東亜戦争終結直後の1945年（昭和20年）10月10日、第44代内閣総理大臣幣原喜重郎がいわゆるポツダム命令の一つとして昭和天皇に上奏発布させた『国民勤労動員令廃止等ノ件』（勅令第566号）により廃止された。